# Valea Putnei, Suceava
Valea Putnei (în germană Waleputna) este un sat în comuna Pojorâta din județul Suceava, Bucovina, România. Se află la altitudinea de 835 m, în Pasul Mestecăniș, pe drumul ce leagă Câmpulungul Moldovenesc de Vatra Dornei, la poalele masivului Giumalău. Localitatea este traversată de râul Putnișoara, care desparte masivul Giumalău de Obcina Mestecănișului. Suprafața satului este de 3.795 ha.

## Istoric
Timp de 144 de ani, între 1774 și 1918, localitatea s-a aflat sub ocupația Imperiului Austro-Ungar, făcând parte din Ducatul Bucovinei, provincie autonoma a Casei de Austria. În timpul ocupației austro-ungare, numele vechi al satului Valea Putnei și al comunei Pojorâta au fost Valeputna (în unele documente Waleputna sau Putna Wale/Putnathal) respectiv Pozoritta.

## Recensământul din 1930
Componența etnică a satului Valea Putnei
     Români (90,77%)
     Germani (8,79%)
     Altă etnie (0,44%)
Componența confesională a satului Valea Putnei
     Ortodocși (89,01%)
     Romano-catolici (7,91%)
     Greco-catolici (0,22%)
     Evanghelici\Luterani (0,88%)
     Adventiști de ziua a 7-a (1,32%)
     Baptiști (0,66%)
Conform recensământului efectuat în 1930, populația satului Valea Putnei se ridica la 455 locuitori. Majoritatea locuitorilor erau români (90,77%), cu o minoritate de germani (8,79%). Alte persoane s-au declarat: ruși (1 persoană) și bulgari (1 persoană). Din punct de vedere confesional, majoritatea locuitorilor erau ortodocși (97,19%), dar existau și romano-catolici (1,09%), mozaici (1,18%), evanghelici/luterani (0,88%), greco-catolici (0,22%), adventiști (1,32%) și baptiști (0,66%).

## Obiective turistice
Pe raza satului, în partea dinspre Muntele Giumalău, se afla în trecut un domeniu de vânătoare regal. În acest scop, în Poiana Ițcani (5 km din centrul satului) a fost construit în anii 1920 un Castel de vânătoare, care a găzduit până după al doilea război mondial partidele de vânătoare ale Casei Regale. Prin decretul Nr. 983 din 26 mai 1948 publicat în Monitorul Oficial Nr. 121 din 27 mai 1948, castelul cu tot inventarul aferent este confiscat - "5 corpuri cu un total de 40 de camere". După această dată, Castelul a fost folosit de nomenclatura vremii, până în 1986, când clădirea a suferit un incendiu.
După revoluția română din 1989 s-a încercat renovarea lui, dar în prezent acesta funcționează ca adăpost pentru lucrătorii forestieri din zonă. Domeniul de vânătoare a rămas și este administrat de Direcția Silvică Suceava (se organizează vânători de urs, mistreț și cerb în special).
Rezervația forestieră Codrii Seculari Giumalău, întinsă pe 290 hectare, cu arboret de molid pur (Picea Excelsa), cu vârste de peste 130 de ani. Constituită în 1941, rezervația face parte din rețeaua națională a ariilor protejate.
Rezervația cinegetică Giumalău, pentru protejarea cocoșului de munte. Pe raza satului, în anul 1983, s-a recoltat un trofeu de lup, a cărui blană deține locul 10 în topul mondial al trofeelor, cu 154,78 puncte CIC (Conseil International de la Chasse). Omologarea trofeului a avut loc în cadrul expoziției cinegetice de la Nitra (Slovacia) în 1986.
Tot în raza localității, pe râul Putna Mare se află Păstrăvăria Valea Putnei înființată în anul 1890 la sugestia regelui Carol I, cu scopul de a repopula râurile de munte. Inițial au fost construite 15 bazine din pământ, toate aparținând familiei Antonovici. În perioada 1954-1955 s-a reconstruit păstrăvăria, în aval de vechiul amplasament. Între 1979-1981 s-au realizat unele modernizări, numărul bazinelor ajungând în prezent la 38, toate din ciment. Aici se cresc puieți de păstrăv "fântânel", "curcubeu" și "indigen". 
Aceste soiuri de păstrăv au devenit o delicatesă cu ajutorul silvicultorului Otto Zaluțschi, locuitor din sat, care în anii 1950 a avut ideea de a-l prepara într-o nouă rețetă: afumat la foc molcom din crengi rășinate și înăbușit în cetină de brad. Astfel s-a creat "păstrăvul la cobza".
Biserica Ortodoxă cu Hramul Sfinților Arhangheli Mihail și Gavril, construită în 1904, repictată în 2002. Centrul Social întemeiat de Preotul Corneliu Constantin Luca, paroh al Bisericii.

## Trasee turistice
Localitatea este punct de plecare pentru mai multe trasee montane spre masivul Giumalău (altitudine maximă 1.857 m). Astfel, în 5 ore se poate ajunge pe jos la Cabana și vf. Giumalău (trasee marcate prin vf. Alunu (1.665 m altitudine) sau prin Valea Castelului. Cei ce ajung pe vârful Giumalău vor avea ocazia să vadă o cruce de beton armat înaltă de 8 m, ridicată în anul 1908 de Fondul Bisericesc Ortodox Român al Bucovinei. În zilele senine, acest monument este vizibil inclusiv din Cernăuți.
Tot pe versantul Giumalăului, ne întâmpină câteva vestigii istorice, reprezentate prin urme de fortificații, în Poiana Ciungilor, în Poiana Obcinei Mici și Obcinei Mari, datând din timpul primului război mondial.
Din sat se poate urca spre Pasul Mestecăniș (1.096 m altitudine) pe șoseaua modernizată sau pe vechiul Drum Imperial (5 km).

## Transport
Localitatea este traversata longitudinal de drumul european E576 (DN 17) Suceava - Bistrița.
Halta Valea Putnei, pe linia de cale ferată CFR Suceava - Vatra Dornei - Cluj Napoca. Sectorul de cale ferată Câmpulung Moldovenesc - Vatra Dornei (Kimpolung - Dorna Watra - realizat de inginerul Emanuel Ziffer) a fost inaugurat în octombrie 1902, moment în care a fost inaugurat și tunelul din Valea Putnei - Mestecăniș (1.621 m lungime) - un fir, al doilea fiind realizat și electrificat în epoca comunistă. Acest tunel este singurul din țară realizat în "două ape".

## Portul popular
Bundița cu blană de jder se remarcă ca etalon în portul popular din localitate.

## Imagini

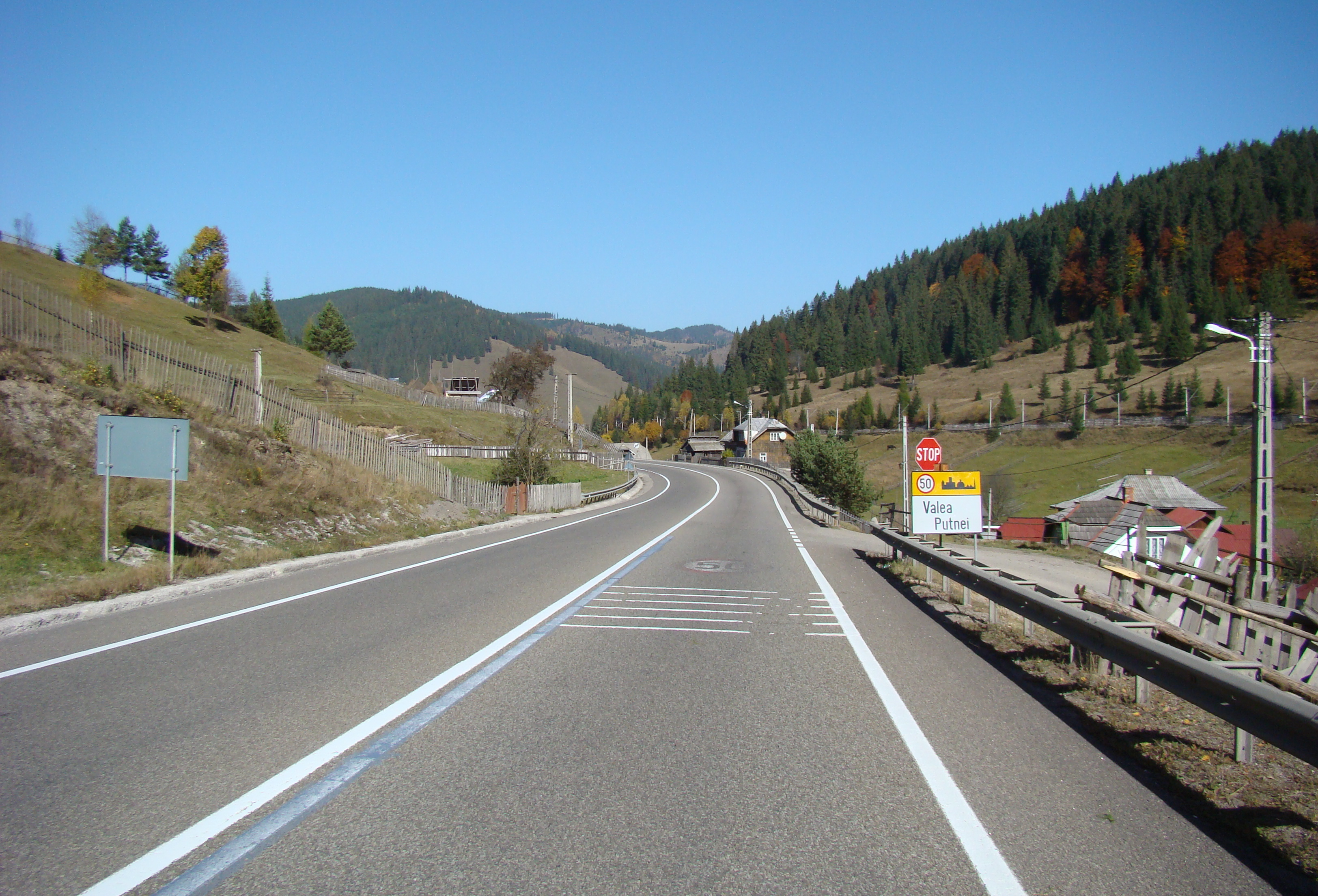
Intrarea în localitate
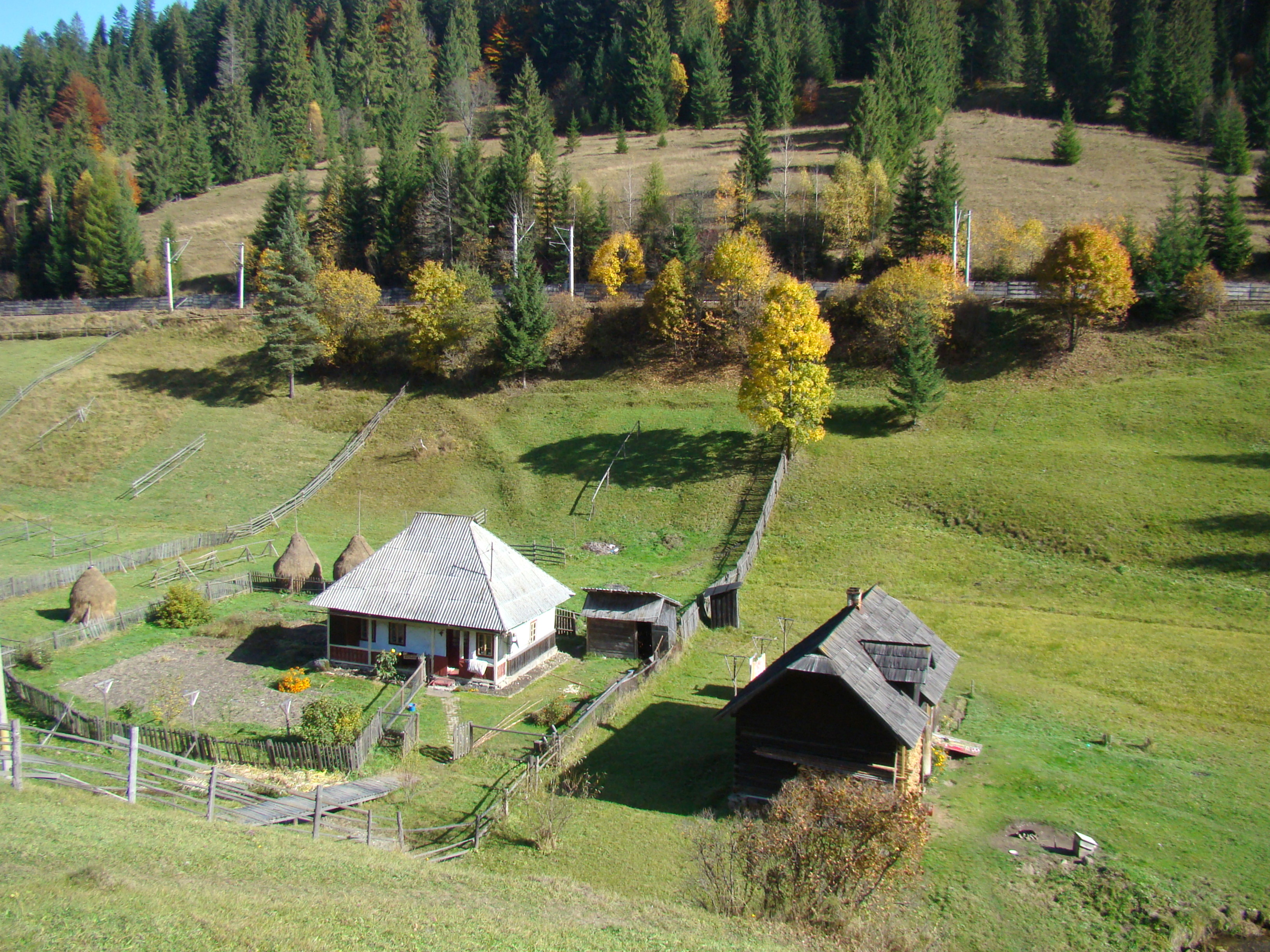
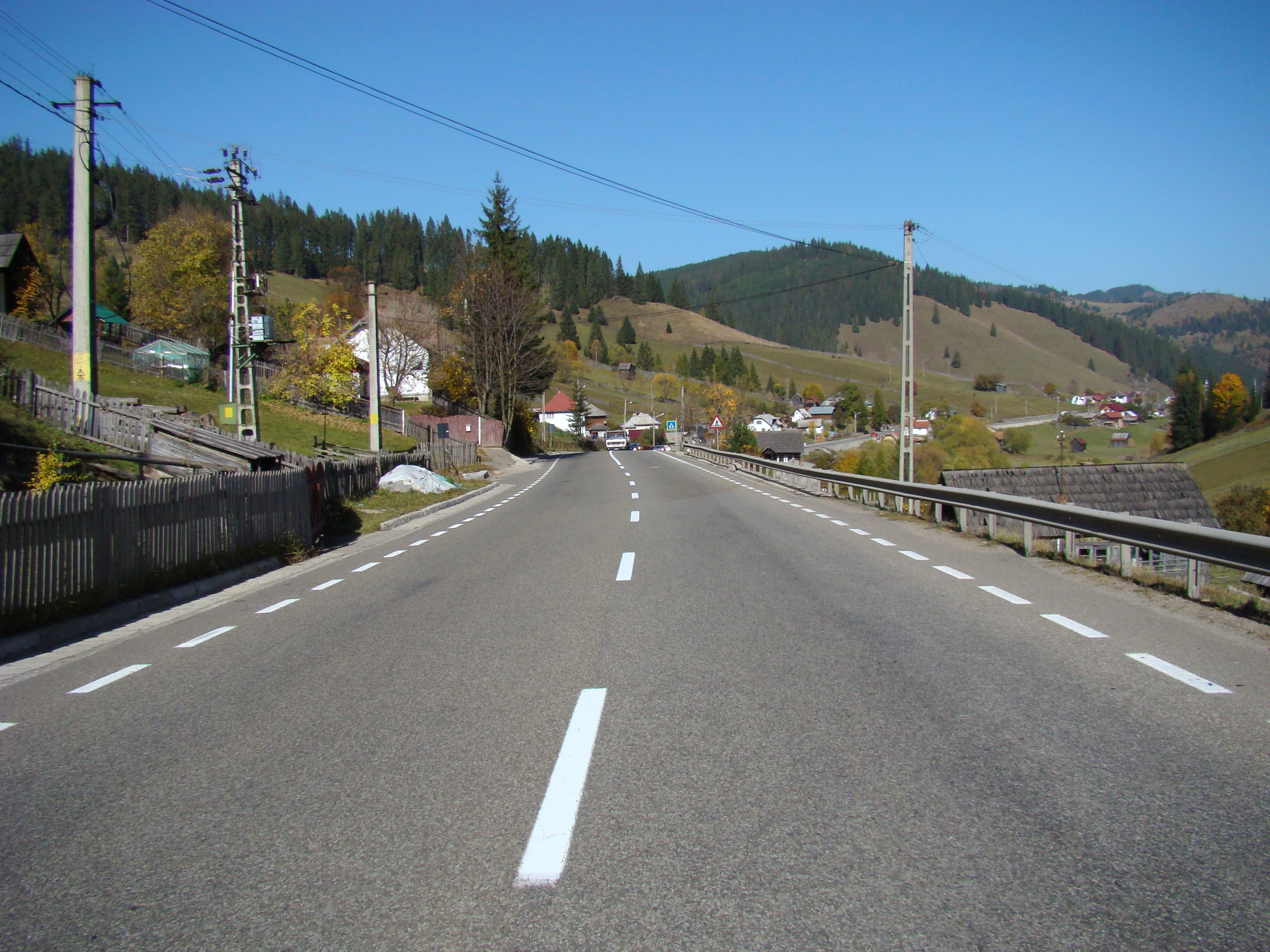
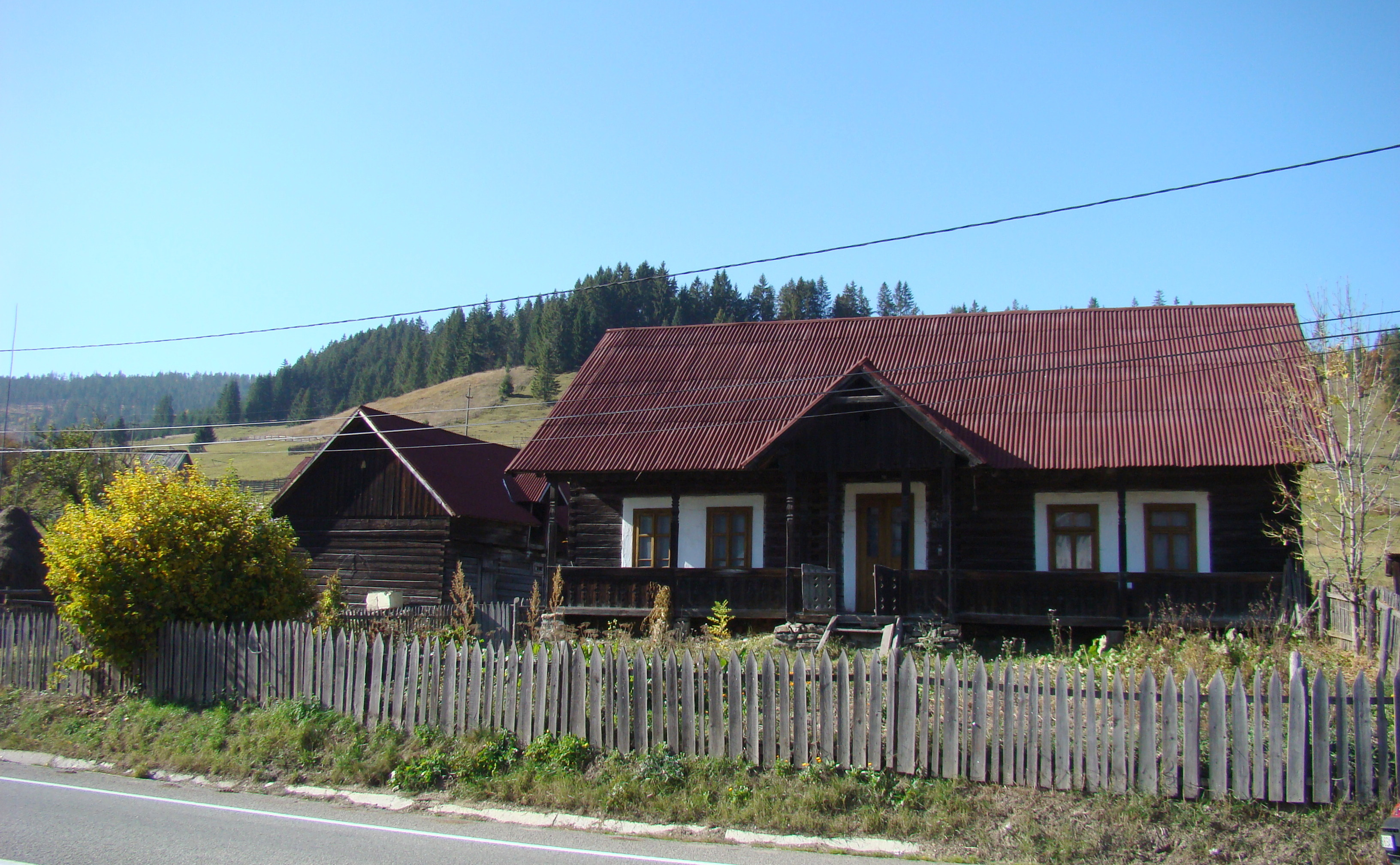
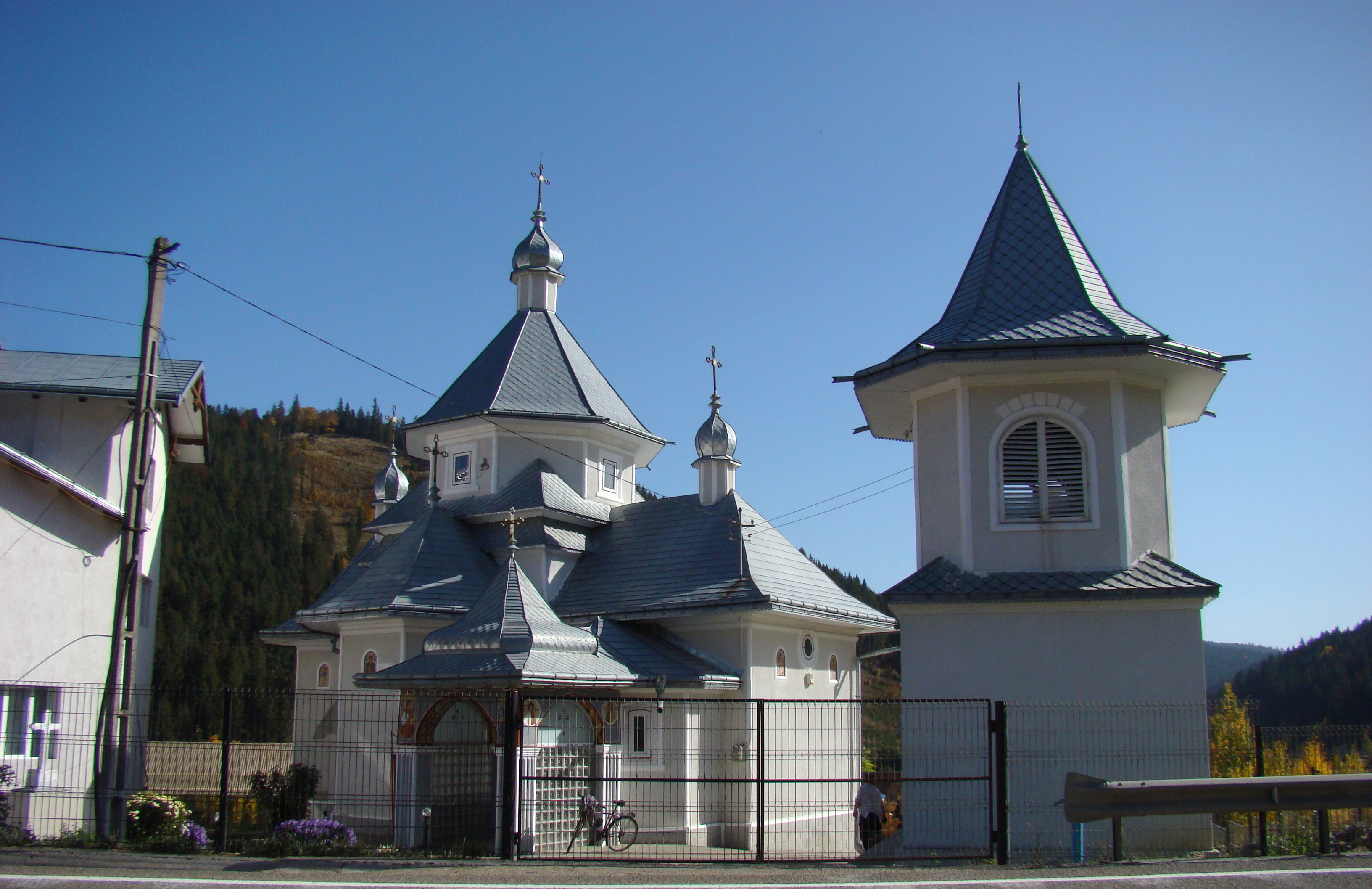
Biserica „Sfinții Arhangheli” (1918)
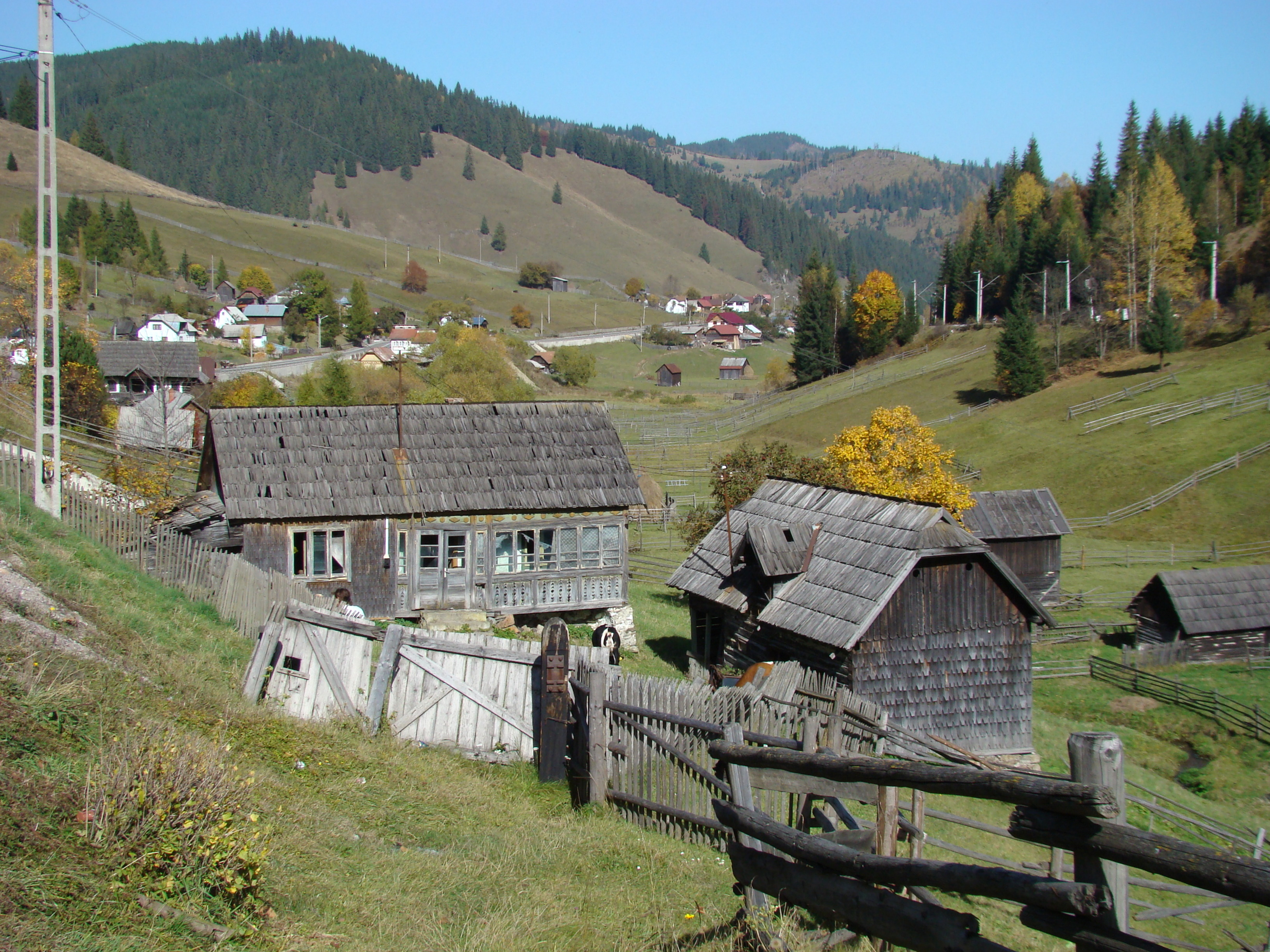
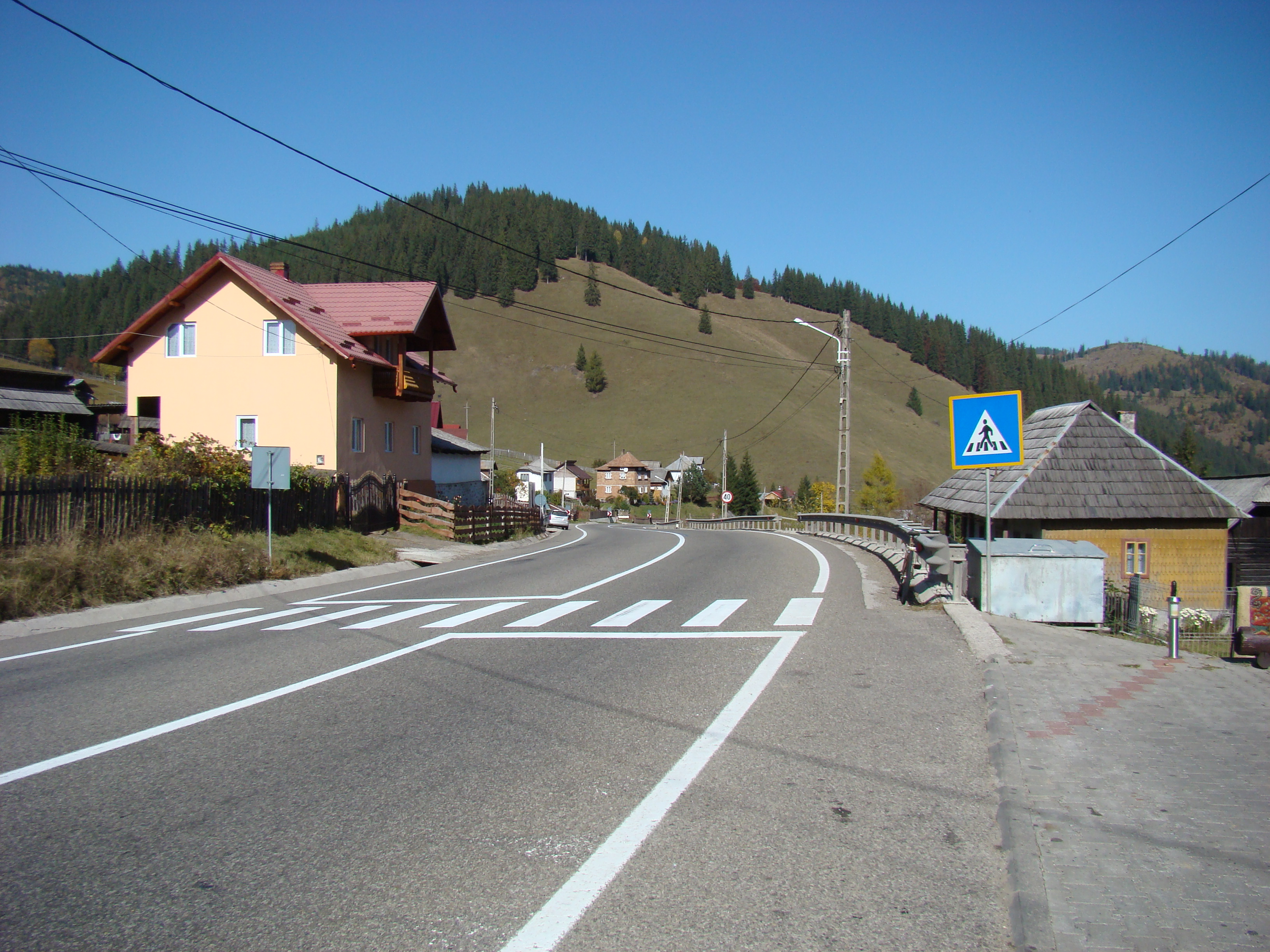